# Teddy Montgomery
Pour les articles homonymes, voir Montgomery.
 (février 2012).
Si vous disposez d'ouvrages ou d'articles de référence ou si vous connaissez des sites web de qualité traitant du thème abordé ici, merci de compléter l'article en donnant les références utiles à sa vérifiabilité et en les liant à la section « Notes et références ».
Teddy Montgomery est un personnage de fiction de la série 90210. Le personnage est interprété par Trevor Donovan, Teddy Montgomery a été introduit lors du première épisode de la 2e saison en tant que personnage récurrent. Au cours de la 3e saison, le personnage devient un protagoniste régulier. 
Dans la deuxième saison, Teddy était connu comme un joueur de tennis qui avait des problèmes d'engagement avec de nombreuses femmes, y compris avec Adrianna et Silver. Néanmoins au cours de la troisième saison, Teddy découvre son homosexualité en développement des sentiments pour Shane, après un premier rejet de la part de Shane ils finissent par entamer une relation.
Contrairement à la deuxième saison, où le personnage avait reçu de nombreuses critiques négatives de la part des fans, il est devenu extrêmement populaire et très aimé dans la troisième saison. Au milieu de la saison 4 , Teddy décide de quitter Los Angeles avec son petit ami Shane qui est devenu son mari durant la saison 4 pour aller vivre à Washington DC.

## Résumé
Teddy est intervenu dans la saison 1, quand Annie tue l'oncle de Jasper, lui arrive et Annie part, mais teddy n'est pas visible, il y a juste sa voiture qui est visible avec le matricule. 
Au début de la saison 2 le lien est effectué avec cette scène car on peut remarquer que la voiture qu'il conduit a le même matricule. Teddy débarquant fraichement à Los Angeles est présenté comme étant l’ex-petit ami d’Adrianna et ami d'enfance. Adrianna finira par quitter son petit ami, Navid, afin de se remettre avec Teddy. Mais Teddy dit plus tard à Adrianna qu'il ne souhaite pas s’investir dans une relation, laissant Adrianna dévastée.
Teddy s’inscrit au lycée de Beverly Hills. Il y rencontrera Silver qui se bat pour prendre soin de sa mère atteinte d’un cancer. Teddy finit par se rapprocher de Silver, car lui aussi a été confronté à une mère qui a souffert du cancer et dont elle est morte. Au fil du temps, Teddy finit par tomber amoureux de Silver. Néanmoins, Silver ne souhaite pas s’engager avec Teddy, car elle lui reproche le comportement de goujat qu’il a eu avec Adrianna.
Teddy n’abandonne pas et fait une vidéo où il avoue ses sentiments à Silver. Mais Silver ne veut rien entendre et lui dira qu’elle n'a pas de sentiment envers lui.
Plus tard, Silver en présence de Dixon, son ex-petit ami, aperçoit Teddy en train d’enlacer une jeune femme. Dixon demande à Teddy l'identité de cette fille qu’il enlaçait, Teddy lui révèle qu'il s’agit de sa sœur, Savannah Montgomery.
Silver est attristé, car elle a embrassé Dixon, et Teddy les a aperçus. Silver se rend compte qu’elle commence à développer des sentiments pour Teddy. Alors que Silver tente de s’expliquer avec Teddy, afin de trouver une solution qui pourrait déboucher sur une relation le beau finit par la rejeter en invoquant une incompatibilité. Quelques semaines plus tard, la sœur de Teddy, Savannah va voir Silver et Dixon et se présente. Silver est en colère, car elle se rend compte que Dixon lui a menti car Savannah est la sœur de Teddy. Silver va ainsi voir Teddy et lui avoue ses sentiments.
Plus tard, Dixon révèle à Teddy son mensonge et Teddy se met en colère. Après ce méli-mélo Teddy et Silver finissent par se mettre ensemble.
Par la suite, Teddy va se rendre compte qu'il est amoureux de Ian, l'ami de Silver. Il a du mal à assumer son homosexualité. Cependant, Silver l'aidera à annoncer qu'il est gay à sa famille et ses amis car ils deviennent meilleurs amis après leur séparation. Il avoue cependant à Silver que ce qu'il ressentait avec elle était vrai, qu'il était vraiment amoureux d'elle à ce moment-là de sa vie. 
Dans la saison 4, il se marie avec Shane à Las Vegas. Il devient plus tard le futur père biologique par insémination avec Silver car c'est pour elle la dernière chance de devenir mère, mais cette situation n’aboutira pas. Mais Shane n'est pas d'accord, Seulement Teddy a déjà donné ce qu'il fallait à Silver et ils se disputeront. Mais Teddy lui apprendra que ça n'a pas abouti et il ira réconforter son amie.